# 2022年秋冬季北京市2019冠状病毒病聚集性疫情
2022年秋冬季北京市2019冠状病毒病聚集性疫情是指自2022年9月29日起在中华人民共和国北京市爆发的2019冠状病毒病聚集性疫情。该场疫情经历了三个阶段。9月29日至10月2日，丰台区新发地市场关联疫情占主导地位。10月3日至10月27日，受节假日前后进返京人流影响，疫情处于多源、多链条、多点位散发的状态。多个所辖行政区均出现散发病例，但并未出现大规模的社区传播。10月28日至今，由河北省沧州市输入的奥密克戎BF.7（BA.5.2.1.7）变异株引发疫情防控形势持续恶化。 平谷区结束了自2019冠状病毒病疫情爆发以来零感染病例的记录。11月7日，北京市政府时隔30日再次恢复召开疫情防控工作新闻发布会，称绝大部分传染链条得到有效控制。但此后本地感染者报告数量仍然持续增加，社区传播规模不断增大，逐渐失去控制。11月21日，北京市疾控中心副主任刘晓峰在新闻发布会上称北京面临新冠疫情以来最复杂最严峻防疫形势。北京市当局21日宣布，因连续出现感染病例，22日起对所有进返京人员实行落地3天3检。22日宣布，从11月24日起，进入公共场所及乘坐公共交通工具，由原查验72小时内核酸检测阴性证明改为查验48小时内证明。防控政策不断收紧。
11月11日，中国国务院联防联控机制发布《关于进一步优化新冠肺炎疫情防控措施 科学精准做好防控工作的通知 （页面存档备份，存于）》（又称“二十条”），要求疫情防控更加科学精准，高效统筹疫情防控和经济社会发展。但这实际上造成了混乱。一方面，面对奥密克戎BF.7的极高传染性，当局若想遏制住疫情需加以更为严格的管控措施；另一方面，动态清零政策已导致民众间出现严重不满或意见分歧，且已造成了严重的经济影响，当局亦无法承受经济继续衰退的后果。基于此，北京因其政治地位，对于二十条的执行情况可能成为其他省市采取何种防控措施的重要考量。但事实是自11月21日起，北京虽无明确的政府文件或新闻、政策通报，但各社区已频繁地实施封控。以“非必要不出门”“非必要不出小区”对非高风险区实施事实上的静默封控政策，这与二十条的要求已不相符合。美国耶鲁大学全球健康政策与经济学副教授陈希指出，现中国当局“各部门缺乏协调甚至相互矛盾”。
截至11月30日24时，该场疫情已造成36426人感染，其中4人死亡。疫情严重程度已远超发生在春夏季的聚集性疫情。

## 疫情时间轴
数据来源：北京市卫生健康委员会

### 疫情动态

#### 新发地市场关联疫情阶段
10月1日，新增本土新冠肺炎病毒感染者1例，为隔离观察人员，在丰台区。该人员现住丰台区新发地市场，货车司机，9月26日至29日在京外运输货物，9月29日晚到达新发地市场大农门，9月30日作为风险人员进行隔离。另外新增5例境外输入确诊病例（含1例无症状感染者转确诊病例）和9例无症状感染者。当晚北京警方通报，朱某某（男，47岁，货车司机，9月30日确诊），于9月28日晚进京送货，在明知自己有疫情中高风险地区旅居史的情况下，未落实高风险岗位从业人员疫情防控要求，在货主王某某（男，42岁）及温某（男，43岁）、林某某（男，37岁）的协助下，通过藏匿于驾驶室后排、由林某某代驾的方式，违规进入新发地市场。朱某某随后出入市场内的饭店、便利店等场所，相关饭店经营者孙某（男，34岁）、便利店店主胡某某（女，35岁）不落实扫码测温等防控措施，导致多名与朱某某同时空关联人员密接隔离。此外，在调查过程中发现，新发地市场工作人员王某某（女，44岁）、秦某某（男，42岁）未严格履行疫情防控责任，影响市场防疫工作。丰台公安分局以涉嫌妨害传染病防治罪，对上述8人依法刑事立案调查。

#### 本地多点多链条散发阶段
10月26日，北京警方通报，称警方接疾控部门通报，流调中发现确诊病例李某某（女，30岁）存在违反防疫规定的情况。该人员10月21日前往福建某市参加朋友婚礼，23日返京前因“健康宝”弹窗提示有涉疫风险，其在明知不符合进返京防疫规定的情况下，先乘火车至湖北某市，后以购买河北某市车票、到站不下车的方式违规进京，造成疫情传播风险。李某某24日到京后，还存在虚假承诺、不主动向社区报告、多次出入公共场所等行为，接到福建某市疾控部门通知其为涉疫关联人员后，也未如实向社区和有关部门报备，进一步加剧了疫情传播风险。李某某因涉嫌妨害传染病防治罪，已被朝阳公安分局刑事立案调查。

#### 大范围社区传播阶段
10月28日，由河北省沧州市输入的奥密克戎BF.7毒株进入北京，并在此后逐渐成为主要毒株。当日，平谷区报告阳性感染者，结束自2020年疫情爆发开始以来未有感染者报告的纪录。
11月7日，北京市571家养老机构均已全部执行养老服务一级防控响应等级。期间，养老机构严格落实人员出入管理，暂停家属入院探视，暂停接待走访慰问、参观考察等的外来人员；暂停院内老年人除就医以外的离院外出。
11月12日，依照《关于进一步优化新冠肺炎疫情防控措施 科学精准做好防控工作的通知 （页面存档备份，存于）》要求，北京市不再甄别密切接触者的密切接触者，调整密接者和入境人员隔离期限。另外，当日起北京当局不再公布隔离观察人员详细住址，仅公布所属区。这反映此场疫情下，北京流调资源已经开始出现紧张。       
11月14日，北京上线试运行“防疫健康信息团体簿”服务，“团体簿”面向社会机构，根据需要注册登记后可提供本机构人员健康状态、核酸天数、疫苗注射情况的团体查询服务。朝阳区开始将常态化核酸检测点由街面搬迁至社区内，称方便居民就近进行核酸检测，但这一做法实际上导致了民众不便。
11月中旬，北京多地陆续启动吸入式疫苗接种工作。
11月15日，对外经济贸易大学2名学生核酸检测阳性。11月15日，新增197例本土确诊病例和174例无症状感染者（含10例无症状感染者转确诊病例），321例隔离观察人员、40例社会面筛查人员，无新增疑似病例；新增5例境外输入确诊病例（含1例无症状感染者转确诊病例）和4例无症状感染者，无新增疑似病例。治愈出院46例，解除医学观察的无症状感染者16例。据美国之音报道，由于疫情上升，北京某些地方已经要求当地居民每天接受核酸检测。
11月16日凌晨，北京大学接到核酸检测机构信息，一名学生核酸检测结果呈阳性，学校随即启动疫情防控应急预案，第一时间开展校内师生员工核酸检测。经核酸检测机构检测，全部校内师生员工首轮核酸检测结果均为阴性。根据疫情防控要求，17日、18日两天，全校将继续开展两轮全员核酸检测。
11月19日4时，北京工商大学良乡校区1名保洁员确诊为阳性，该校区临时管控。
11月20日，北京工商大学阜成路校区一名学生核酸检测结果呈阳性。北京工业大学中蓝校区学生涉1管10混1初筛阳性，平乐园校区、中蓝校区进行临时管控，当天单人单管核酸复核结果均为阴性，临时管控随即解除。
该日起，北京未在公布社会面筛查人员详细住址，至此，北京当局对感染者的位置通报仅剩所属区。这反映了北京流调资源短缺的进一步恶化及北京社会面传播风险的不断提升。
11月21日，海淀区中小学全部转为线上教学。朝阳区呼吁居民呆在家里，随着北京市新冠病例数的增加，该地区的许多企业关闭，该地区的学校将课程转移到网上。北京市疾控中心副主任刘晓峰21日在发布会称，北京当前疫情呈现快速上升态势。他说，经流行病学调查和实验室基因测序分析，Omicron BF.7变异株是本轮北京疫情的主要毒株，传播速度快、隐匿性强，病毒传代时间平均约为2天。自京外商贸城输入病例以来，引发了养老院、工地、学校等人员密集场所聚集性疫情，并在多地形成区域传播。11月18日至20日，报告病例数较多的区是朝阳区、昌平区、海淀区、丰台区、通州区，共涉及214个街乡。
11月22日起，所有进返京人员实行落地三天三检，抵京后前三天每天须完成一次核酸检测，阴性结果未出前，居家不外出。北京动物园、中国人民革命军事博物馆、颐和园博物馆、圆明园博物馆等室内场馆、北京人艺戏剧博物馆、北京古代建筑博物馆、中国共产党早期北京革命活动纪念馆等发布通告，从11月22日起暂停开放。北京欢乐谷、失重星球乐园也于当天暂停开放。
11月23日，金融街购物中心、国瑞购物中心、百荣世贸商城、新世界百货崇文店、南海子公园等公共场所暂停开放。
11月24日起，北京市民进入公共场所需查验48小时内核酸阴性证明。
11月26日，北京多小区居民因不满当局的封控政策，发起抗议活动要求解封，或拆除设置的围挡打开大门。
11月27日，北京市在召开的新闻发布会，要求临时管控时间原则上不超过24小时，不得拒绝集中隔离期满和感染后治愈出院出舱的人员进入小区、村，严禁采取硬质隔离、硬质围挡等措施 看病就医、紧急避险要确保外出渠道畅通。

## 涉疫地区
该场疫情波及北京市所有的行政区及经济技术开发区。
- 朝阳区：呼家楼街道、朝外街道、双井街道、三里屯街道、管庄乡、小关街道、左家庄街道、垡头街道、和平街街道、酒仙桥街道、八里庄街道、首都机场街道、团结湖街道、安贞街道、望京街道、望京街道、香河园街道、潘家园街道、建外街道、劲松街道、亚运村街道、东风乡、六里屯街道、麦子店街道、高碑店乡、王四营乡、南磨房乡、小红门乡、十八里店乡、平房乡、东坝乡、金盏乡、太阳宫乡、大屯街道、奥运村街道、来广营乡、将台乡、崔各庄乡、黑庄户乡、豆各庄乡、三间房乡、常营乡、孙河乡、东湖街道
- 丰台区：丰台街道、新村街道、南苑街道、长辛店街道、东高地街道、东铁匠营街道、卢沟桥街道、方庄街道、太平桥街道、大红门街道、右安门街道、和义街道、马家堡街道、宛平街道、王佐镇、西罗园街道、花乡街道、玉泉营街道、五里店街道、六里桥街道、成寿寺街道、石榴庄街道、看丹街道、青塔街道、北宫镇
- 石景山区：八宝山街道、金顶街街道、苹果园街道、古城街道、八角街道、老山街道、五里坨街道、鲁谷街道、广宁街道
- 海淀区：八里庄街道、上地街道
- 房山区：城关街道、周口店镇、青龙湖镇、阎村镇、窦店镇、拱辰街道、西潞街道、迎风街道、长阳镇、韩村河镇、大石窝镇、石楼镇
- 通州区：新华街道、永顺镇、潞城镇、宋庄镇、西集镇、漷县镇、永乐店镇、马驹桥镇、台湖镇、张家湾镇、梨园镇、于家务回族乡、北苑街道、中仓街道、玉桥街道、通运街道、九棵树街道、潞源街道、临河里街道、杨庄街道、潞邑街道
- 顺义区：仁和镇、马坡镇、牛栏山镇、天竺镇、李桥镇、李遂镇、木林镇、南彩镇、杨镇镇、张镇、北小营镇、赵全营镇、北石槽镇、高丽营镇、后沙峪镇、南法信镇、大孙各庄镇、胜利街道、光明街道、石园街道、双丰街道、空港街道、旺泉街道
- 昌平区：马池口镇、沙河镇、小汤山镇、北七家镇、东小口镇、城南街道、霍营街道
- 大兴区：黄村镇、北臧村镇、庞各庄镇、榆垡镇、礼贤镇、安定镇、青云店镇、采育镇、长子营镇、魏善庄镇、瀛海镇、旧宫镇、亦庄镇、西红门镇、清源街道、兴丰街道、林校路街道、观音寺街道、天宫院街道、高米店街道
- 怀柔区：庙城镇、怀柔镇、龙山街道、泉河街道、怀北镇、杨宋镇、桥梓镇、九渡河镇、雁栖（地区）镇
- 平谷区：渔阳地区、南独乐河镇
- 门头沟区：龙泉镇、永定镇、军庄镇、潭柘寺镇、王平镇、大峪街道、城子街道、东辛房街道、大台街道
- 密云区：十里堡镇、高岭镇、鼓楼街道
- 延庆区：康庄镇、张山营镇、沈家营镇、永宁镇、香水园街道、百泉街道、香营乡、旧县镇、延庆镇
- 经济技术开发区：荣华街道、博兴街道
- 西城区、东城区：部分地区涉疫，但所在地当局并未上传涉疫信息。 （以上基于11月28日的不完全统计）

数据来源：国家卫生健康委员会 （页面存档备份，存于）、国家政务服务平台 （页面存档备份，存于）